# Shannon Hamm
Shannon Hamm er en amerikansk guitarist, som spillede i det indflydelsesrige dødsmetalband Death fra 1996 til opløsningen i 2001. Han deltog yderligere også i Chuck Schuldiners andet musikprojekt Control Denied, som også gik i opløsning efter Schuldiners død i 2001. Før Death-eraen var han en forholdsvis kendt guitarist i Texas' undergrundsmiljø.[kilde mangler]
Den 12. december 2007 optrådte Shannon Hamm til en mindekoncert for Chuck Schuldiner. Showet blev organiseret af Quebec Citys metal-arrangører Capitale du Metal, hvor den tidligere Death guitarist Bobby Koelble, og tidligere bassist Scott Clendenin sammen med Nicholas Barker, fra Cradle of Filth og Dimmu Borgir også optrådte. 
I oktober 2009 blev Shannon Hamm ramt af et hjerteanfald i sit hjem, hvorefter han blev indlagt og behandlet.